# Piano assistenziale individualizzato
Il piano assistenziale individualizzato, utilizzato nelle residenze sanitarie assistenziali (RSA), è lo strumento che identifica i bisogni della persona, determina gli obiettivi dell'assistenza e indica le modalità di raggiungimento degli obiettivi. È il risultato del lavoro dell'équipe multidisciplinare formata dalle varie figure professionali che si occupano dell'assistenza dell'ospite della RSA e viene condiviso con l'ospite stesso e/o i familiari. Viene indicato dal D.P.R. 14 gennaio 1997 tra i requisiti minimi organizzativi richiesti ad una RSA ed è presente nella normativa sanitaria delle varie Regioni. È uno strumento sintetico che viene compilato generalmente entro un mese dalla presa in carico dell'ospite da parte della struttura e sottoposto a verifiche periodiche, che servono per monitorare l'andamento dello stato di benessere dell'ospite e del percorso assistenziale rispetto agli obiettivi. Al centro del piano assistenziale c'è l'ospite con i propri bisogni e la personalizzazione dell'assistenza permette che si verifichi un match più alto possibile tra le modalità dell'assistenza e le esigenze della persona assistita.